# Емили Бронте
Емили Џејн Бронте (енгл. Emily Jane Brontë; Торнтон, 30. јул 1818 — Хаворт, 19. децембар 1848) била је енглеска књижевница и песникиња. Највише је позната по делу Оркански висови, који данас спада у класике енглеске књижевности.

## Биографија
Емили је рођена у селу Торнтон у Јокширу, Енглеска, од оца Патрик Бронтеа и Марија Бранвел. Она је од укупно шесторо деца била пета, старија од Ане и млађа од Шарлоте. Године 1820, породица се преселила Хаворт, где је Емилинин отац прихватио место свештеника. То место ће знатно утицати на Шарлотино писање и имати одјека у њеним делима. У детињству, после смрти њихове мајке, три преостале сестре и њихов брат Бранвел Бронте стварају имагинарну земљу (Angria, Gondal, Gaaldine), које се појављују у причама које су тада писале. Јако мало од Емилиног рада из тог периода је остало сачувано данас, све се већином изгубило осим ситних песама у којима се говорило о њиховом детињству.
Године 1838, Емили започиње рад као гувернанта у школи „Академија за даме госпођице Пачет“ (Miss Patchett's Ladies Academy). Касније са својом сестром Шарлотом конкурише за рад у приватној школи у Бриселу. Обе су касније отвориле сопствене школе у својој кући, али нажалост нису имале ученика.
Касније Емили, и сестре Шарлота и Ен, удружују снаге објављујући збирку песама 1846. Да би избегле предрасуде према женским ауторима сестре Бронте користе друга имена задржавајући само почетна слова својих сопствених имена. Шарлота (Charlotte) постаје Курер Бел (Currer Bell), Ен (Anne) постаје Ектон Бел (Acton Bell), а Емили (Emily) постаје Елис Бел (Ellis Bell).
Године 1847 објављује свој једини роман, Оркански висови, као другу у комплету од три књиге коју су заједно издале сестре (трећа књига је Агнес Греј коју је написала Ен). Када су Оркански висови први пут изашли критика је била веома мешовита. Неки су је хвалили, а неки су је ружили. Упркос томе књига је постала и остала велики класик. Године 1850, Шарлота опет објављује Орканске висове али овог пута као засебну књигу и под Емилиним правим именом.
Као и своје сестре, Емилино здравље је било пољуљано оштрим темпом и животом што у школи тако и у кући. Умрла је 19. децембра 1848. од Туберкулозе, одмах после сахране свога брата у Септембру исте године. Сахрањена је испред цркве „St. Michael“ и покопана са својом омиљеном пуњеном животињом, мајмуном по имену Дејв, али је касније откопан и играчка мајмуна је сада изложена у Бронте музеју у Харворту.

## Оркански висови
Орканске висове Емили Бронте је први пут објавио у Лондону 1847. године Томас Котли Њуби, појавивши се као прва два тома тротомног комплета који је укључивао Агнес Греј Ен Бронте. Аутори су штампани као Елис и Ектон Бел; Емилино право име појавило се тек 1850. године, када је одштампано на насловној страни уређеног комерцијалног издања. Иновативна структура романа донекле је збунила критичаре.
Насиље и страст Орканских висова навели су викторијанску јавност и многе ране рецензенте да помисле да је то написао човек. Према Џулијет Гардинер, „жива сексуална страст и моћ њеног језика и слика импресионирали су, збунили и згрозили рецензенте. Књижевни критичар Тхомас Јоудреи даље контекстуализује ову реакцију: „Очекујући да ће након Јане Еире Шарлоте Бронте бити увучена у озбиљан Билдунгсроман, били су шокирани и збуњени причом о неконтролисаним примарним страстима, препуном дивљачке окрутности отворено варварство“. Иако је роман добио различите критике када је први пут изашао и често је био осуђиван због приказа аморалне страсти, књига је касније постала енглески књижевни класик. Емили Бронте никада није знала колику је славу постигла својим јединим романом, пошто је умрла годину дана након његовог објављивања, у 30. години.
Иако писмо њеног издавача указује да је Емили почела да пише други роман, рукопис никада није пронађен. Можда су Емили или члан њене породице на крају уништили рукопис, ако је постојао, када ју је болест спречила да га доврши. Такође је сугерисано да је, иако мање вероватно, писмо могло бити намењено Ен Бронте, која је већ писала Станарка напуштеног замкаа, њен други роман.

## Смрт
Емилино здравље је вероватно ослабљено због тешке локалне климе и нехигијенских услова у кући, где је вода била контаминирана отицањем са црквеног гробља. Бранвел је умро изненада, у недељу, 24. септембра 1848. На његовој сахрани, недељу дана касније, Емили се јако прехладила и прехлада је брзо прерасла у упалу плућа и довела до туберкулозе. Иако се њено стање стално погоршавало, одбила је медицинску помоћ и све понуђене лекове, рекавши да у близини неће имати „доктора за тровање“. Ујутро 19. децембра 1848. Шарлот је, у страху за своју сестру, написала:
Она из дана у дан постаје све слабија. Мишљење лекара је било превише нејасно да би било од користи – послао је неке лекове које она није хтела да узме. Овако мрачне тренутке никада нисам упознао – молим се за Божју подршку свима нама.
У подне је Емили било горе; могла је само да шапуће. Последње речи је рекла Шарлот: „Ако ћеш послати по доктора, одмах ћу га видети“, али је било прекасно. Умрла је истог дана око два поподне. Према Мери Робинсон, раном Емилином биографу, то се догодило док је она седела на софи. Међутим, Шарлотино писмо Вилијаму Смиту Вилијамсу у којем помиње Емилиног пса, Чувара, који лежи поред њеног кревета на самрти, чини ову изјаву мало вероватном.
Прошло је мање од три месеца након Бранвелове смрти, што је навело Марту Браун, кућну помоћницу, да изјави да је „госпођица Емили умрла од сломљеног срца због љубави према свом брату“ Емили је била толико мршава да је њен ковчег био само 16 инча (40 центиметара) широк. Столар је рекао да никада није направио ужи за одраслу особу. Њени остаци су сахрањени у породичном трезору у цркви Светог Михаила и свих анђела у Хаворту.

## Личност и карактер
Усамљена и повучена природа Емили Бронте учинила је од ње мистериозну фигуру и изазов за процену биографа. Осим Елен Нусеј и Луиз де Басоимпир, Емилине колегинице у Бриселу, изгледа да није стекла пријатеље ван своје породице. Њена најближа пријатељица била је њена сестра Анне. Заједно су делили свој свет маште, Гондал, и, према речима Елен Наси, у детињству су били „као близанци“, „нераздвојни сапутници“ и „у најблискијој симпатији која никада није прекидала“. Године 1845. Ен је повела Емили да посети нека од места која је упознала и заволела за пет година које је провела као гувернанта. План да посете Скарбороу је пропао и уместо тога сестре су отишле у Јорк где је Ен показала Емили Јорк Минстер . Током путовања сестре су глумиле неке од својих ликова Гондала.
Шарлот Бронте остаје примарни извор информација о Емили, иако је као старију сестру, која је о њој јавно писала тек убрзо након њене смрти, неки научници сматрају да није неутралан сведок. Стиви Дејвис тврди да ју је Емили очигледно шокирала, до те мере да је можда чак посумњала у здрав разум своје сестре. Након Емилине смрти, Шарлот је поново написала свој лик, историју, па чак и песме по прихватљивијем (за њу и буржоаску читалачку публику) моделу. Биограф Клер О'Калахан сугерише да је путања Бронтеовог наслеђа значајно измењена биографијом Шарлоте коју је написала Елизабет Гаскел, не само због тога што Гаскел није посетио Хаворт све до Емилине смрти, већ и због тога што Гаскел признаје да не воли оно што је знала о Емили у својој биографији Шарлот. Као што су О'Калахан и други приметили, Шарлот је била Гаскелов примарни извор информација о Емилином животу и можда је преувеличала или измислила Емилину слабост и стидљивост да би се ставила у улогу мајчине спаситељице.

Шарлот је представила Емили као некога чија је природна љубав према лепотама природе постала помало преувеличана због њене стидљиве природе, приказујући је као превише наклоњену јоркширским мочварама и носталгију за домом кад год је била одсутна.  Према Лукасти Милер, у својој анализи биографија Бронте, „Шарлот је преузела улогу Емилиног првог митографа“. У предговору за друго издање Оркански висови, 1850. године, Шарлот је написала:
Расположење моје сестре није природно било друштвено; околности су погодовале и подстакле њену склоност ка повлачењу; осим да би ишла у цркву или прошетала брдима, ретко је прелазила праг куће. Иако је њено осећање према људима у околини било добронамерно, односе са њима никада није тражила; нити, уз врло мало изузетака, икада доживео. А ипак их је познавала: знала је њихове путеве, њихов језик, њихове породичне историје; могла је да чује о њима са интересовањем, и да прича о њима са детаљима, минутажом, сликовито и тачно; али СА њима је ретко разменила реч.
О Емилиној недруштвености и изузетно стидљивој природи касније су много пута писали други аутори. Према Норми Крендал, њен „топао, људски аспект“ се „обично откривао само у њеној љубави према природи и животињама“. У сличном опису, Књижевне вести (1883) наводе: „[Емили] је волела свечане бараке, волела је сва дивља, слободна створења и ствари“, а критичари потврђују да се њена љубав према мочварама манифестује у Wuthering Heights. Током година, Емилина љубав према природи била је тема многих анегдота. Новине од 31. децембра 1899. дају народни извештај да је „са птицом и звером [Емили] имала најинтимније односе, а из својих шетњи често је долазила са младунцем или младим зецем у руци, тихо разговарајући са њим, сасвим сигурно, такође, да је разумео“. Елизабет Гаскел, у својој биографији Шарлот, испричала је причу о томе како је Емили казнила свог кућног љубимца чувара пса зато што је лежао „на деликатном белом платну“ који је прекривао један од кревета у Парсонагу. Према речима Гаскела, ударала га је песницама док није био „полу-слеп” са „набученим” очима. Ова прича је апокрифна, и противречи се следећем приказу Емилиног и Чуваровог односа:
Јадни стари Чувар, Емилин верни пријатељ и обожавалац, као да ју је разумео као људско биће. Једне вечери, када су четворица пријатеља седели близу ватре у дневној соби, Чувар се натерао да стане између Шарлоте и Емили и дошао се у Емилино крило; сматрајући да је простор сувише ограничен за његову удобност, притиснуо се напред на колена госта, чинећи се прилично удобно. Емилино срце је освојила непоколебљива издржљивост посетиоца, мало је слутила да је она сама, будући да је у блиском контакту, инспиративни разлог да се покори Чуваревој жељи. Понекад би Емили уживала у показивању Чувара — натерала га да избезуми у акцији и да риче лављим гласом. Била је то застрашујућа изложба у зидовима обичне дневне собе. Чувар је био свечано ожалошћен на Емилиној сахрани и никада није повратио своју ведрину.
У Queens of Literature of the Victorian Era (1886), Ева Хоуп сажима Емилин лик као „необичну мешавину плашљивости и спартанске храбрости“, и додаје: „Била је болно стидљива, али је физички била храбра до изненађујућег степена. Волела је мало људи, али њих неколико са страшћу самопожртвоване нежности и привржености.Према туђим промашајима била је пуна разумевања и праштања, али је над собом држала сталну и најстрожију стражу, никада не дозвољавајући себи да одступи за један тренутак од онога што је сматрала својом дужношћу“.
Емили Бронте је често била окарактерисана као побожна, али помало неортодоксна хришћанка, јеретик и визионарски „мистик бара“.

## Наслеђе
У енглеској књижевности Емили Бронте представља усамљену појаву у приказивању елементарних људских страсти и свега онога што подлеже времену и пролазности. Ако треба прецизније одредити место и значај Емили Бронте у историји енглеске књижевности, онда најближе истини изгледа критичка оцена Ф. Р. Ливиса, који сматра да је Емили нека врста самониклог генија, а према чему је јединствена.
Енглеска фолк група The Unthanks објавила је Lines, трилогију кратких албума, која укључује поставке Бронтеових песама уз музику и снимљена је у дому пароха Бронтеових, користећи њихов сопствени клавир из доба Регенци, на којем је свирао Адријан Макали.
У филму из 2019. How to Build a Girl, Емили и Шарлот Бронте су међу историјским личностима у Јоханином зидном колажу.
У мају 2021. године, садржај библиотеке Хонресфилд, збирке ретких књига и рукописа коју су први саставили власници Рочдејл млина Алфред и Вилијам Ло, поново се појавио након што је био ван домета јавности скоро цео век. У колекцији су биле руком писане песме Емили Бронте, као и породично издање Бевикове „Историје британских птица“. Колекција је требало да буде продата на аукцији у Сотбију и процењено је да ће бити продата за 1 фунту милиона.
Филм Devotion 1946. био је веома фикционализован приказ живота сестара Бронте.
У филму Емили из 2022. године, који је написала и режирала Френсис О'Конор, Ема Меки игра Емили пре објављивања Wuthering Heights. Филм меша познате биографске детаље са замишљеним ситуацијама и односима.
Норвешки композитор Ола Ђеило је уз САТБ хор, гудачки оркестар и клавир поставио на музику одабране песме Емили Бронте, дело које је наручило и премијерно извело Хорско друштво Сан Франциска на серији концерата у Окланду и Сан Франциску.